# Маганский сельсовет
Маганский сельсовет - сельское поселение в Берёзовском районе Красноярского края.
Административный центр - село Маганск.

## Население
| 2010  | 2012  | 2013  | 2014  | 2015  | 2016  | 2017  |
| ----- | ----- | ----- | ----- | ----- | ----- | ----- |
| 3011  | ↗3106 | ↗3175 | ↗3297 | ↗3344 | ↗3501 | ↗3543 |
| 2018  | 2019  | 2020  | 2021  |       |       |       |
| ↘3522 | ↘3514 | ↘3464 | ↘3446 |       |       |       |

## Состав сельского поселения
| № | Населённый пункт | Тип населённого пункта       | Население |
| - | ---------------- | ---------------------------- | --------- |
| 1 | Берёзовский      | посёлок                      | ↗1339     |
| 2 | Береть           | посёлок                      | ↘142      |
| 3 | Брод             | посёлок                      | ↘47       |
| 4 | Верхняя Базаиха  | посёлок                      | ↘209      |
| 5 | Жистык           | посёлок                      | ↘7        |
| 6 | Маганск          | село, административный центр | ↘831      |
| 7 | Маганский        | посёлок                      | ↘63       |
| 8 | Свищево          | деревня                      | ↘256      |
| 9 | Урман            | посёлок                      | ↘117      |

## Местное самоуправление
Маганский сельский Совет депутатов
Дата избрания: 14.03.2010. Срок полномочий: 4 года. Количество депутатов: 10
Глава муниципального образования
- Середа Ирина Михайловна. Дата избрания: 14.03.2010. Срок полномочий: 4 года